# Большая Резка
Большая Резка — река в России, протекает в Карагайском районе Пермского края.. Устье реки находится в 15 км по левому берегу реки Лопва. Длина реки составляет 22 км.
Исток реки на Верхнекамской возвышенности на границе с Сивинским районом в 3 км восточнее посёлка Первомайский. Генеральное направление течения — юг, всё течение проходит по ненаселённой местности, на берегах несколько нежилых деревень. Впадает в Лопву около деревни Патрушево.

## Данные водного реестра
По данным государственного водного реестра России относится к Камскому бассейновому округу, водохозяйственный участок реки — Кама от города Березники до Камского гидроузла, без реки Косьва (от истока до Широковского гидроузла), Чусовая и Сылва, речной подбассейн реки — бассейны притоков Камы до впадения Белой. Речной бассейн реки — Кама.
По данным геоинформационной системы водохозяйственного районирования территории РФ, подготовленной Федеральным агентством водных ресурсов:
- Код водного объекта в государственном водном реестре — 10010100912111100009622
- Код по гидрологической изученности (ГИ) — 111100962
- Код бассейна — 10.01.01.009
- Номер тома по ГИ — 11
- Выпуск по ГИ — 1